# Flunkyball

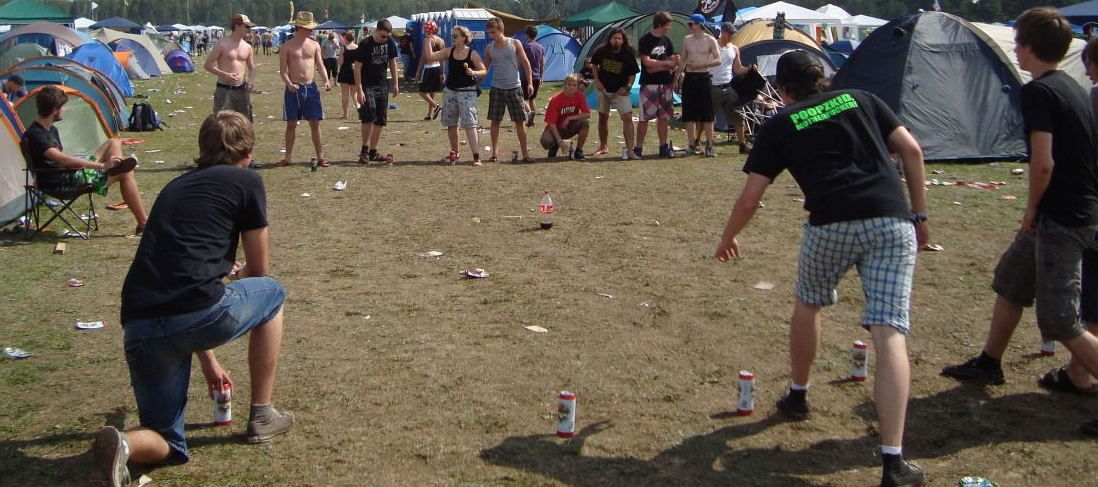
Joc de flunkyball la un festival

Flunkyball ([ˈflʌŋkiˌbɔːl] sau [ˈflʊŋkiˌbal]), cunoscut și sub numele de bierball, este un joc de băut în care două echipe concurează una împotriva celeilalte. 

## Regulile jocului

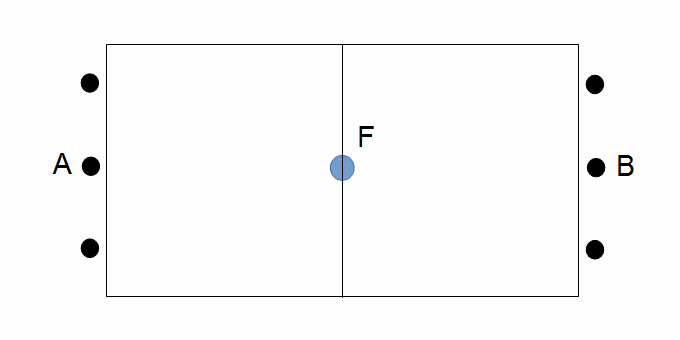
Desenarea unui teren de Flunkyball: Echipele A și B se poziționează în spatele liniilor de bază, cu poarta F la mijloc.

Cele două echipe se așază în linie, față în față, la o distanță de aproximativ 10 metri. Numărul de jucători din fiecare echipă nu este fix, dar de obicei variază între 3 și 8 persoane. În fața fiecărui jucător se află o sticlă sau o cutie de bere deschisă, așezată pe sol.
În centrul terenului, între cele două echipe, se află o țintă – de obicei o sticlă de plastic umplută cu lichid până la un sfert sau jumătate. Jucătorii trebuie să arunce o minge pentru a lovi și doborî această sticlă. Echipa care aruncă are o singură încercare de a lovi ținta. Dacă reușește, poate începe să bea bere – cât de mult și cât de repede posibil.
Echipa adversă trebuie să ridice sticla la loc și să aducă mingea înapoi în spatele propriei linii. Odată ce terenul a fost restabilit, aceștia strigă tare „Stop!”, moment în care echipa care bea trebuie să se oprească imediat. Când ambele echipe sunt pregătite din nou, cealaltă echipă poate face aruncarea.
Echipa care reușește să termine toate berile sale prima câștigă jocul.

## Penalizări
Se pot aplica penalizări, de exemplu dacă un jucător începe să bea prea devreme, continuă să bea după strigătul „Stop!” sau vomită. De asemenea, vărsarea berii (din cauza spumei excesive sau a răsturnării sticlei) este sancționată. Penalizările pot include o „bere de penalizare” pentru jucătorul vinovat, pierderea unei runde de aruncare sau un sorbit în plus pentru echipa adversă. Ceea ce constituie o abatere și cum se sancționează variază în funcție de loc.

## Variante
Regulile jocului Flunkyball variază de la o zonă la alta și sunt adesea stabilite la începutul rundei – sau chiar în timpul jocului. Distanțele dintre jucători și țintă pot varia. În unele cazuri, este suficient doar să se ridice ținta și să se strige „Stop!”, fără a aduce mingea înapoi la linia echipei.
În loc de o minge, se poate folosi și o sticlă de plastic sau chiar o ceapă ca obiect de aruncare. În loc de bere, jocul poate fi jucat și cu băuturi nealcoolice, precum sucuri sau apă. Cantitatea de băut variază și ea, dar cel mai des se folosesc sticle între 0,5 și 1,5 litri.

## Popularitate
Flunkyball se joacă de obicei vara și în spații verzi, cum ar fi parcuri și grădini. Este de asemenea frecvent întâlnit la festivaluri de muzică. Este deosebit de popular în rândul studenților și în cultura universitară germană. De exemplu, Institutul Tehnologic din Karlsruhe organizează anual un campionat de flunkyball.
Cea mai mare competiție de flunkyball din Germania are loc în fiecare mai la Elmshorn. Curios este faptul că termenul flunkyball este comun în țările vorbitoare de germană, dar necunoscut în lumea anglofonă.
Recordul mondial actual pentru cel mai mare joc de flunkyball jucat vreodată a fost stabilit pe 31 mai 2024 la Leipzig, unde 1323 de persoane au jucat simultan. În acest oraș, jocul este cunoscut sub numele de bierball.

## Origine și istorie
Primele meciuri de flunkyball au fost jucate la începutul anilor 2000 și foloseau cutii de bere în centru ca țintă care trebuia doborâtă. În versiunile timpurii se juca cu un puck (o cutie de bere turtită în formă de disc de hochei), o minge sau un băț. Odată cu introducerea, în Germania, la 1 mai 2006, a obligației uniforme de garanție pentru cutiile de bere, varianta cu puck a devenit tot mai rară.
Primul campionat mondial a avut loc în 2005 la Darmstadt, unde o echipă din Dillenburg a obținut victoria.

## Recepția media
Un videoclip al trupei Kraftklub din Chemnitz prezintă un meci de flunkyball.
Flunkyball este și titlul unui film de ficțiune din 2023 regizat de Alexander Adolph. Jocul apare într-o singură scenă plină de simbolism.